# Rio Cunhaporanga
O rio Cunhaporanga é um curso de água que banha o estado do Paraná. 